# Flagge des Kosovo
Die Flagge des Kosovo wurde anlässlich der Unabhängigkeitserklärung durch das kosovarische Parlament am 17. Februar 2008 angenommen. Die Elemente der Flagge zeigt auch das Wappen des Kosovo. „Wappenbanner“ als Nationalflagge haben weltweit sonst nur noch die Schweiz, Malta, Namibia und Kiribati.

## Beschreibung

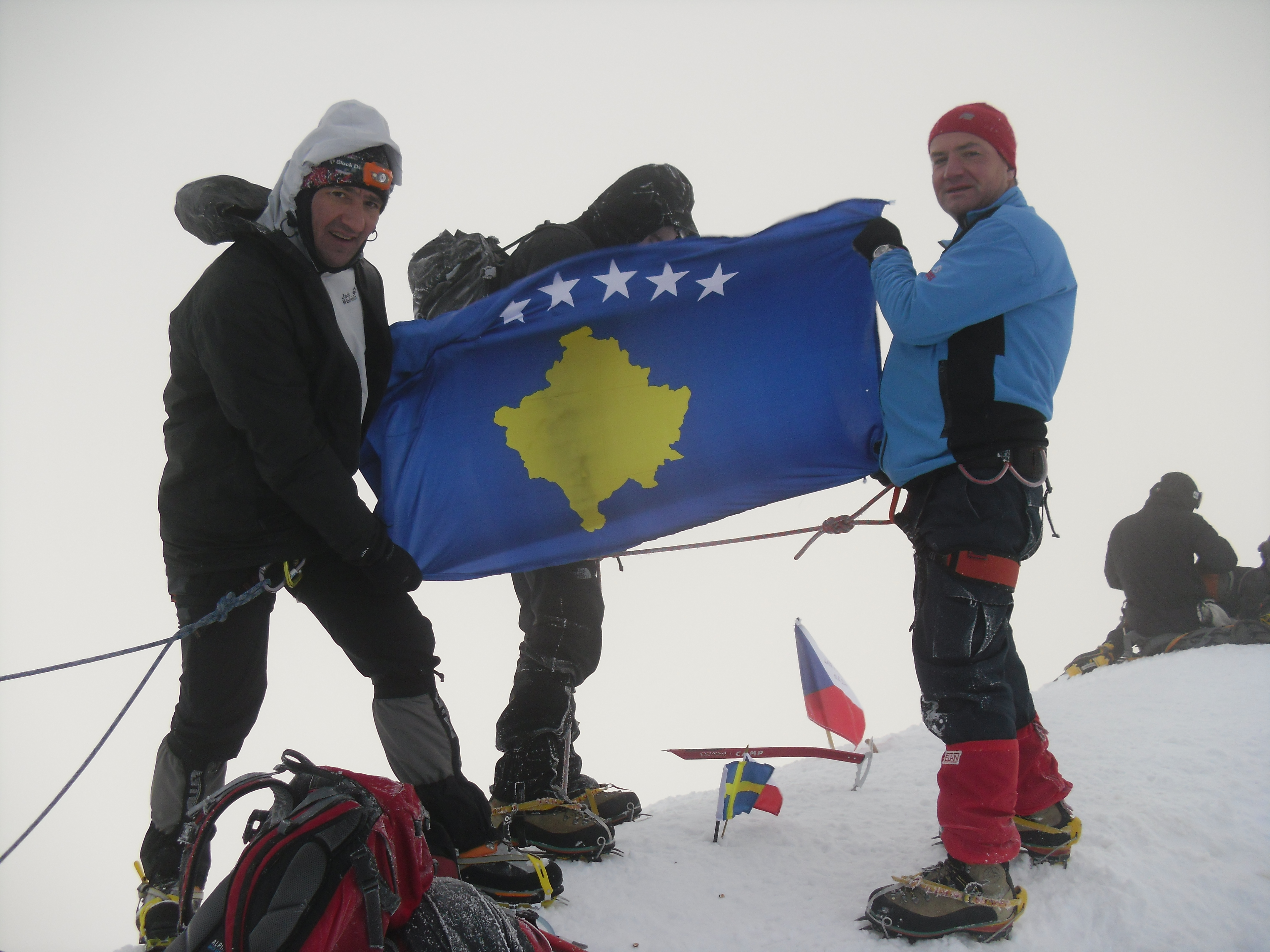
Kosovaren auf dem Mont Blanc

Die Flagge zeigt sechs weiße Sterne in einem leichten Bogen über den goldenen Umrissen des Kosovos auf blauem Grund. Der blaue Hintergrund steht für „die Hoffnung der Bevölkerung des Kosovo auf eine Einbindung in die bestehenden euro-atlantischen Strukturen“. Die Sterne stehen für die ethnischen Gruppen der Albaner, Bosniaken, Roma, Serben, Türken und die restlichen Minderheiten. Andere Quellen ordnen den sechsten Stern den Goranen zu, wodurch die Gruppen der Aschkali und Kosovo-Ägypter mit den Roma zusammengefasst werden. Vorbild sind die Flaggen der Europäischen Union und Bosnien-Herzegowinas.
Offizielle Quellen gaben für das Gold der Flagge einen bräunlichen Ton vor, während die meisten Flaggen im allgemeinen Gebrauch aber ein kräftiges Gelb verwenden. Später wurde bekannt, dass die Farben auf der Regierungs-Webseite fehlerhaft vom CMYK-Farbmodell in RGB umgewandelt wurden. Die offiziellen Spezifikationen lauten:
| System                      | Blau      | Gold       | Weiß        |
| --------------------------- | --------- | ---------- | ----------- |
| RGB                         | 24-56-132 | 219-187-91 | 255-255-255 |
| Hexadezimale Farbdefinition | #183884   | #DBBB5B    | #FFFFFF     |

## Hintergrund
Formal steht der Kosovo unter UN-Verwaltung (UNMIK), weswegen seither offiziell die Flagge der Vereinten Nationen verwendet wurde. Da sich der Kosovo erst am Tag seiner Unabhängigkeitserklärung offiziell eine eigene Flagge gegeben hat, wurde und wird von den Kosovo-Albanern auch die Flagge Albaniens als universelles Symbol ihrer Volksgruppe verwendet. Die Kosovo-Serben verwenden häufig die Flagge Serbiens.

Flagge der Vereinten Nationen
Flagge Albaniens, von den Kosovo-Albanern verwendet
Flagge Serbiens, von den Kosovo-Serben verwendet

## Geschichte

### Sozialistische Autonome Provinz
Während der Herrschaft von Josip Broz Tito war das Kosovo ab 1963 eine autonome Provinz (Sozialistische Autonome Provinz Kosovo, kurz SAP Kosovo) innerhalb der jugoslawischen Teilrepublik Serbien und führte dessen Flagge. Daneben hatte die albanische Bevölkerung des jugoslawischen Gesamtstaates (Sozialistische Föderative Republik Jugoslawien, kurz SFR Jugoslawien) das Recht, eine Flagge ähnlich derjenigen des damaligen Albaniens zu verwenden, nur dass der Stern nach links verschoben und größer war. Mit der Machtübernahme von Slobodan Milošević verschwanden die offiziellen Minderheitenflaggen und die Kosovo-Albaner benutzten die Flagge Albaniens.

Flagge der Republik Serbien (1947–1990)
Flagge der albanischen Bevölkerung der SFR Jugoslawien
Flagge Albaniens 1946–1992

### Nach der Sezession
Der damalige Chef der Lidhja Demokratike e Kosovës Ibrahim Rugova präsentierte auf einer Pressekonferenz am 29. Oktober 2000 eine Flagge des Kosovos, die den albanischen Adler auf einer roten Scheibe in einem goldenen Kreis auf blauem Grund zeigte. Oberhalb des Adlers stand ein sechseckiger, goldener Stern. Der Adler trug ein viergeteiltes Brustschild (Gold-Rot-Schwarz-Gold mit schwarzen Rädern in den goldenen Feldern) und ein Spruchband mit „DARDANIA“, einer unter Albanern verwendeten Bezeichnung für den Kosovo. Die Flagge konnte sich aber nicht durchsetzen. UÇK-Veteranen verbrannten sie sogar. Rugova benutzte sie aber weiterhin bei offiziellen Anlässen und sie wurde auch bei seiner Beerdigung 2006 gezeigt.
Joseph J. DioGuardi, Gründer der Albanian American Civic League und ehemaliger Abgeordneter im Repräsentantenhaus der Vereinigten Staaten, schuf eine Kombination aus den Flaggen von Albanien und den USA. Im Juli 2006 erklärte DioGuardi dazu, dass die Flagge die historischen Verbindungen des Kosovos mit den Albanern aus Montenegro, Mazedonien, dem Preshevë-Tal, Çameria (im griechischen Epirus) und den Arbëresh in Italien (DioGuardis Familie stammt von Arbëresh ab) repräsentiert. Die weißen Streifen sollen die wichtige Rolle der USA für die Albaner symbolisieren. US-Präsident Woodrow Wilson habe sich nach dem Ersten Weltkrieg für die Anerkennung Albaniens eingesetzt und 1999 intervenierte die NATO unter Führung der USA im Kosovokrieg gegen Serbien. Tatsächlich schmückten die Albaner am 17. Februar 2008 in Erwartung der Erklärung der Unabhängigkeit ihre Häuser mit Flaggen Albaniens und der USA.
Zwischen dem 13. und dem 27. Juni 2007 wurde ein Wettbewerb für neue Staatssymbole für den Kosovo durchgeführt. 993 Flaggen wurden eingereicht, etwa 700 erfüllten die Kriterien, wie etwa die Vermeidung der albanischen und serbischen Adler (womit die Vorschläge Rugovas und DioGuardis aus dem Wettbewerb fielen) und der alleinigen Verwendung von Rot-Schwarz oder Blau-Weiß-Rot und die Voraussetzung einer rechteckigen Form mit einem Seitenverhältnis von 2:3. Aus diesen Vorschlägen wurden drei Entwürfe durch eine Kommission ausgewählt und am 6. Februar 2008 vorgestellt. Sie sollten dem Parlament des Kosovo zur Abstimmung vorgelegt werden. Einer der Kandidaten, von den Kosovo-Albanern Mentor Shala und Besnik Nuli, zeigte die Landesumrisse des Kosovos in Weiß im Zentrum von vier kleinen und einem großen gelben, fünfzackigen Stern. Vorbild war hier die Flagge der Europäischen Union, womit die Hoffnung des Kosovos symbolisiert werden soll, bald zur Europäischen Union zu gehören. Der größte Stern symbolisiert die Bevölkerungsmehrheit der Albaner. Der zweite Vorschlag von Valon Syla war eine Trikolore mit vertikalen, schwarz-weiß-rotem Streifen. Der dritte Entwurf war dieselbe Trikolore mit einer Spirale im Zentrum des weißen Streifens, einem dardanischen Symbol für die Sonne.
Die neue Flagge lehnt sich an den ersten der drei Designvorschläge an. Der endgültige Entwurf der Flagge stammt von Muhamer Ibrahimi. Damit genügend Flaggen zu den Feierlichkeiten zur Ausrufung der Unabhängigkeit vorhanden waren, ohne das Aussehen der neuen Flagge davor bekannt werden zu lassen, wurden die Flaggen in der Türkei produziert und durch eine Maschine der Turkish Airlines in den Kosovo gebracht.

Dardanien-Entwurf
DioGuardi-Entwurf
Wettbewerbs-Entwurf